# RSA Battle House Tower
O RSA Battle House Tower é um arranha-céu de 35 andares de 227 metros de altura, localizado em Mobile, Alabama, e é o prédio mais alto do Alabama.  O prédio é propriedade da Retirement Systems of Alabama (RSA). É o mais alto da Costa do Golfo dos Estados Unidos, fora de Houston.  O edifício ultrapassou o Wells Fargo Tower em Birmingham como o edifício mais alto do Alabama e o RSA – BankTrust Building como o mais alto em Mobile. O edifício recebeu o nome do vizinho Battle House Hotel, que agora faz parte do complexo da torre. O Battle House Hotel foi restaurado e renovado como parte do projeto da torre.  

## Construção
A construção começou com  uma laje de concreto sendo despejada durante o fim de semana de 7 de novembro de 2003.  A laje de fundação tem mais de 2.1 metros de espessura, com pouco mais de 1.5 metrodele descansando abaixo do lençol freático natural do centro de Mobile.  A antena, instalado por um helicóptero Sikorsky S-61 no sábado, 16 de setembro de 2006, trouxe o edifício à sua altura final de 227 metros.  Durante a construção, cinco furacões afetaram Mobile, causando atrasos na construção deste edifício: o Furacão Frances e o Furacão Ivan em 2004, bem como o Furacão Cindy, Furacão Dennis e oFuracão Katrina em 2005.  